# Ylva Nowén
Ylva Hjördis Sofia Nowén (ur. 5 stycznia 1970 w Östersund) – szwedzka narciarka alpejska.

## Kariera
Po raz pierwszy na arenie międzynarodowej pojawiła się w 1987 roku, startując na mistrzostwach świata juniorów w Sälen/Hemsedal. Zajęła tam 17. miejsce w slalomie i 19. miejsce w gigancie. Jeszcze dwukrotnie startowała na imprezach tego cyklu, zajmując między innymi czwarte miejsce w kombinacji i piąte w slalomie podczas mistrzostw świata juniorów w Madonna di Campiglio w 1988 roku.
W zawodach Pucharu Świata zadebiutowała 14 marca 1990 roku w Klövsjö, gdzie zajęła 12. miejsce w gigancie. Tym samym już w debiucie zdobyła pierwsze pucharowe punkty. Na podium zawodów PŚ po raz pierwszy stanęła 24 października 1997 roku w Tignes, kończąc slalom równoległy na drugiej pozycji. W zawodach tych rozdzieliła Francuzkę Leïlę Piccard i Austriaczkę Alexandrę Meissnitzer. W kolejnych startach jeszcze jedenaście razy stanęła na podium, odnosząc przy tym cztery zwycięstwa, wszystkie w slalomie: 20 grudnia 1997 roku w Val d’Isère, 27 i 28 grudnia 1997 roku w Lienzu oraz 5 stycznia 1998 roku w Bormio. W sezonie 1997/1998 zajęła szóste miejsce w klasyfikacji generalnej, a w klasyfikacji slalomu była najlepsza.
Wystartowała na igrzyskach olimpijskich w Albertville w 1992 roku, gdzie zajęła 21. miejsce w slalomie i nie ukończyła giganta. Podczas igrzysk w Lillehammer w 1994 roku wystąpiła tylko w gigancie, ale ponownie nie ukończyła rywalizacji. Na rozgrywanych cztery lata później igrzyskach olimpijskich w Nagano była dwunasta w slalomie, ponownie nie kończąc giganta. Brała również udział w igrzyskach olimpijskich w Salt Lake City w 2002 roku, gdzie była czwarta w slalomie, przegrywając walkę o medal ze swą rodaczką, Anją Pärson o 0,09 sekundy. Na tej samej imprezie zajęła siódme miejsce w gigancie. Była też między innymi piętnasta w slalomie podczas mistrzostw świata w Sierra Nevada w 1996 roku.

## Osiągnięcia

### Igrzyska olimpijskie
| Miejsce | Dzień     | Rok  | Miejscowość    | Konkurencja | Czas biegu | Strata | Zwyciężczyni       |
| ------- | --------- | ---- | -------------- | ----------- | ---------- | ------ | ------------------ |
| DNF2    | 19 lutego | 1992 | Albertville    | Gigant      | 2:12,74    | -      | Pernilla Wiberg    |
| 21.     | 20 lutego | 1992 | Albertville    | Slalom      | 1:32,68    | +5,16  | Petra Kronberger   |
| DNF1    | 24 lutego | 1994 | Lillehammer    | Gigant      | 2:30,97    | -      | Deborah Compagnoni |
| 12.     | 19 lutego | 1998 | Nagano         | Slalom      | 1:32,40    | +3,93  | Hilde Gerg         |
| DNF1    | 20 lutego | 1998 | Nagano         | Gigant      | 2:50,59    | -      | Deborah Compagnoni |
| 4.      | 20 lutego | 2002 | Salt Lake City | Slalom      | 1:46,10    | +1,08  | Janica Kostelić    |
| 7.      | 22 lutego | 2002 | Salt Lake City | Gigant      | 2:30,01    | +2,77  | Janica Kostelić    |

### Mistrzostwa świata
| Miejsce | Dzień     | Rok  | Miejscowość       | Konkurencja | Czas biegu | Strata | Zwyciężczyni          |
| ------- | --------- | ---- | ----------------- | ----------- | ---------- | ------ | --------------------- |
| DNF1    | 22 lutego | 1996 | Sierra Nevada     | Gigant      | 2:10,74    | -      | Deborah Compagnoni    |
| 15.     | 24 lutego | 1996 | Sierra Nevada     | Slalom      | 1:31,46    | +4,19  | Pernilla Wiberg       |
| DNF1    | 5 lutego  | 1997 | Sestriere         | Slalom      | 1:43,88    | -      | Deborah Compagnoni    |
| DNF2    | 9 lutego  | 1997 | Sestriere         | Gigant      | 2:39,19    | -      | Deborah Compagnoni    |
| DNF1    | 11 lutego | 1999 | Vail/Beaver Creek | Gigant      | 2:08,54    | -      | Alexandra Meissnitzer |
| DNF2    | 13 lutego | 1999 | Vail/Beaver Creek | Slalom      | 1:33,97    | -      | Zali Steggall         |
| DNF1    | 7 lutego  | 2001 | St. Anton         | Slalom      | 1:32,95    | -      | Anja Pärson           |
| 19.     | 9 lutego  | 2001 | St. Anton         | Gigant      | 2:19,01    | +7,66  | Sonja Nef             |

### Mistrzostwa świata juniorów
| Miejsce | Dzień       | Rok  | Miejscowość          | Konkurencja | Czas biegu | Strata | Zwyciężczyni           |
| ------- | ----------- | ---- | -------------------- | ----------- | ---------- | ------ | ---------------------- |
| 19.     | 20 marca    | 1987 | Sälen                | Gigant      | 2:22,07    | +3,60  | Deborah Compagnoni     |
| 17.     | 21 marca    | 1987 | Sälen                | Slalom      | 1:39,41    | +8,04  | Ingrid Stöckl          |
| 14.     | 27 stycznia | 1988 | Madonna di Campiglio | Zjazd       | 1:15,24    | +1,75  | Andrea Schwarzenberger |
| 28.     | 28 stycznia | 1988 | Madonna di Campiglio | Supergigant | 1:16,26    | +3,43  | Sabine Ginther         |
| 18.     | 30 stycznia | 1988 | Madonna di Campiglio | Gigant      | 1:53,22    | +2,85  | Sabine Ginther         |
| 5.      | 31 stycznia | 1988 | Madonna di Campiglio | Slalom      | 1:37,98    | +1,57  | Renate Oberhofer       |
| 4.      | 31 stycznia | 1988 | Madonna di Campiglio | Kombinacja  | ?          | ?      | Sabine Ginther         |
| 10.     | 7 kwietnia  | 1989 | Aleyska              | Gigant      | 2:09,19    | +1,75  | Kimberly Schmidinger   |

### Puchar Świata

#### Miejsca w klasyfikacji generalnej
- sezon 1989/1990: 73.
- sezon 1990/1991: 65.
- sezon 1991/1992: 56.
- sezon 1993/1994: 95.
- sezon 1994/1995: 25.
- sezon 1995/1996: 26.
- sezon 1996/1997: 30.
- sezon 1997/1998: 6.
- sezon 1998/1999: 29.
- sezon 1999/2000: 74.
- sezon 2000/2001: 24.
- sezon 2001/2002: 10.

#### Miejsca na podium w zawodach
1. Tignes – 24 października 1997 (slalom równoległy) – 3. miejsce
2. Park City – 23 listopada 1997 (slalom) – 2. miejsce
3. Val d’Isère – 20 grudnia 1997 (slalom) – 1. miejsce
4. Lienz – 27 grudnia 1997 (slalom) – 1. miejsce
5. Lienz – 28 grudnia 1997 (slalom) – 1. miejsce
6. Bormio – 5 stycznia 1998 (slalom) – 1. miejsce
7. Maribor – 3 stycznia 1999 (slalom) – 3. miejsce
8. Åre – 11 marca 2001 (gigant) – 3. miejsce
9. Lienz – 28 grudnia 2001 (gigant) – 3. miejsce
10. Saalbach-Hinterglemm – 13 stycznia 2002 (slalom) – 3. miejsce
11. Åre – 3 lutego 2002 (slalom) – 3. miejsce
12. Flachau – 10 marca 2002 (slalom) – 3. miejsce